# 姫宮
姫宮（ひめみや）は、埼玉県南埼玉郡宮代町の地名（字）。郵便番号は345-0812。

## 地理
埼玉県の東部地域で宮代町の東部に位置する。川端・字川端、東姫宮、字東、字中、字西原、字道佛、字中島、字宮東と隣接している。そのうち字道佛は非常に細長く突き出しながら北側の「みずほの橋」付近で僅かに接している。北端の境界を姫宮落川が流れ、それに南側に平行するように地内に笠原沼落も流れている。その笠原沼落には桜並木がある。また、南端の境界を百間用水が流れている。地内は東部を中心に住宅地となっている。中央部の台地上には雑木林や農家などの古くからの民家も見られる。北部は水田などの農地が多くみられる。台地の縁を内郷用水が緩やかに蛇行しながら流れる。

## 歴史
- 1930年（昭和5年） - 百間村の大字の廃止に伴ない、百間村大字百間東、大字百間中、大字百間金谷原組、大字百間西原組、大字百間、大字百間中島の各一部から字姫宮が成立[4]。
- 1955年（昭和30年）7月20日 - 百間村と須賀村が合併し、宮代町の字名となる[5]。

## 世帯数と人口
2024年（令和5年）4月時点での世帯数と人口は以下の通りである。
| 字     | 世帯数  | 人口  |
| ------ | ------- | ----- |
| 字姫宮 | 348世帯 | 813人 |

## 小・中学校の学区
町立小・中学校に通う場合、学区は以下の通りとなる。
| 字     | 番地 | 小学校             | 中学校             |
| ------ | ---- | ------------------ | ------------------ |
| 字姫宮 | 全域 | 宮代町立百間小学校 | 宮代町立前原中学校 |

## 交通
地区の東部を東武伊勢崎線（東武スカイツリーライン）が通るが、鉄道駅は設置されていない。最寄り駅は同線の姫宮駅である。

### 道路
地内に国道、および主要地方道・一般県道は通っていない。

## 施設
- 姫宮神社 - 宮代町の地名の由来となった神社のひとつ
  - 姫宮集会所
- 特別養護老人ホームひだまりの郷
- 藤曽根集会所

※ 姫宮駅は川端一丁目に所在する。駅名は地内の姫宮神社に因む。